# 水蛇座κ
水蛇座κ，又名CP-74 194，HD 15248、SAO 255880、HR 715，是水蛇座的一颗恒星，视星等为5.01，位于銀經294.47，銀緯-41.95，其B1900.0坐标为赤經2h 22m 16.2s，赤緯-74° -41.95′ 55″。